# Mario Napolitano
Mario Napolitano (Acquaviva delle Fonti (Italië), 10 februari 1910 – Florence, 31 oktober 1995) was een Italiaanse schaker, hij speelde het liefst correspondentieschaak. In de finale om het eerste wereldkampioenschap correspondentieschaak in 1953 eindigde hij op de tweede plaats, achter Cecil Purdy, en in 1959 werd hij ICCF grootmeester.  Hij is meermalen kampioen correspondentieschaak van Italië geweest en in het bordschaak werd hij tweede en derde. Hij speelde in 1935 in de Schaakolympiade te Warschau, in 1936 in München en in 1937 in Stockholm. In 1973 speelde hij in een Zwitsers invitatietoernooi en eindigde op een gedeelde eerste plaats. In de finale van het tweede wereldkampioenschap eindigde Mario Napolitano op de zevende plaats.